# Корогва (підрозділ)
Корогва (пол. chorągiew, біл. харугва) — організаційно-тактична одиниця в лицарському війську Королівства Польського і Великого князівства Литовського, що складалася із 25-80 вояків, озброєних списами і озброєного загону їхнього почту (усього — 100-250 осіб).
У XVI–XVIII століттях корогвою називали підрозділ війська Речі Посполитої, що відповідав роті.
Типи корогв:
- Земська корогва (пол. Chorągiew ziemska) — складалася з лицарів певної території
- Родова корогва (пол. Chorągiew rodowa) — формували з членів певного роду
- Надвірна корогва (пол. Chorągiew nadworna) — королівський підрозділ
- Наймана корогва (пол. Chorągiew zaciężna) — складалася з найманців.

У кавалерії XV–XVIII ст. існував і такий поділ:
- Гусарська корогва (пол. Chorągiew husarska)
- Легка корогва (пол. Chorągiew lekka)
- Панцерна корогва (пол. Chorągiew pancerna)
- Татарська корогва (пол. Chorągiew tatarska)
- Волоська корогва (пол. Chorągiew wołoska)
- Козацька корогва (пол. Chorągiew kozacka)